# Amygdalus fasciculata
Amygdalus fasciculata là loài thực vật có hoa trong họ Hoa hồng. Loài này được (Torr.) Greene mô tả khoa học đầu tiên năm 1891.